# Карл Генрихович Вайно
Карл Ге́нрихович Ва́йно (ест. Karl Vaino; 28 травня 1923, місто Томськ, тепер Російська Федерація — 12 лютого 2022, Москва, Російська Федерація) — естонський компартійний і політичний діяч, перший секретар ЦК Компартії Естонської РСР у 1978—1988 роках. Член ЦК КПРС (1981—1990). Депутат Ради Союзу Верховної ради СРСР 10—11-го скликань (1979—1989) від Естонської РСР.

## Життєпис
Народився в родині комуністичних емігрантів з Естонії. Сім'я вважалася русифікованою, естонською мовою Вайно володів погано — розмовляв з акцентом та з помилками.
Член ВКП(б) з 1947.
Після закінчення Томського електромеханічного інституту інженерів транспорту (1947) перебував на інженерно-технічній роботі (електротехнік, начальник електросилових установок дільниці) на залізниці в Естонській РСР.
З 1948 року — на партійній роботі: інструктор ЦК КП(б) Естонії (1949—1952), секретар Талліннського обласного комітету КП(б) Естонії (1952), заступник завідувача, завідувач промислово-транспортного відділу ЦК КП Естонії (1952—1957). Закінчив заочно Вищу партійну школу при ЦК КПРС (1957).
У червні 1957 — лютому 1960 року — заступник голови Ради народного господарства Естонського економічного адміністративного району — міністр Естонської РСР.
17 лютого 1960 — 26 липня 1978 — секретар ЦК Комуністичної партії Естонії.
26 липня 1978 — 16 червня 1988 — 1-й секретар ЦК Комуністичної партії Естонії.
В результаті численних протестів естонської громадськості був звільнений з посади й переведений на роботу до Москви. У 1988—1990 роках був членом Комітету партійного контролю при ЦК КПРС.
З 1990 року — персональний пенсіонер союзного значення. Проживав у Москві.
Помер у лютому 2022 року на 99-му році життя. Відспівування Вайно відбулося 14 лютого 2022 року.

## Політичні погляди
В Естонії його вважали інструментом русифікації країни. В 1988 році під час пожвавлення громадського і суспільного руху в Естонії, внаслідок демократизації та гласності, Карло Вайно попросив Політбюро ЦК КПРС застосувати радянські війська проти протестувальників. Після початку перебудови залишив пост.

## Родина
- Син Карла Вайно — Едуард Вайно (нар. 1949) — економіст за фахом, номенклатурний радянський, потім російський працівник сфери зовнішньої торгівлі. З 2000-х років член правління, віце-президент АвтоВАЗу; також займає посаду голови ділової Ради Росія—Куба Торгово-промислової палати РФ.
- Онук, Антон Вайно — російський урядовець, глава Адміністрації президента РФ (з липня 2016).

## Нагороди і звання
- два ордени Леніна (16.03.1981, 27.05.1983)
- орден Жовтневої Революції (25.08.1971)
- три ордени Трудового Червоного Прапора (19.03.1959, 1.10.1965, 12.12.1973)
- медаль «За трудову доблесть» (20.07.1950)
- медалі